# Abersee (Gemeinden St. Gilgen, Strobl)
Abersee (bis Ende 1979 Zinkenbach) ist ein Ort im Nordosten des österreichischen Bundeslandes Salzburg und liegt im Bezirk Salzburg-Umgebung. Er ist Teil der am Wolfgangsee gelegenen Gemeinde Sankt Gilgen und gehört zur Region Salzkammergut. Der Ort ist auch bekannt für die früher dort angesiedelte Zinkenbacher Malerkolonie.

## Geografie
Der Ort befindet sich etwa 6 Kilometer südöstlich von St. Gilgen und 5 Kilometer westlich von Strobl.
Abersee (560 m ü. A.) liegt am Südufer des Wolfgangsees auf der Zinkenbach-Halbinsel, einem ebenen Schwemmkegel des Zinkenbaches, der durch den Ort fließt und die Grenze zwischen den Gemeinden St. Gilgen und Strobl bildet. Zwischen Abersee und St. Wolfgang hat der See seine schmalste Stelle.
Die Südseite des Ortes wird begrenzt durch die Nordostabdachung der Osterhorngruppe, namentlich durch den Breitenberg (1260 m ü. A.), einen Vorberg des Königsberger Horns. Der nördliche, zu St. Gilgen gehörende Teil von Abersee liegt in der Katastralgemeinde und Ortschaft Gschwand, der südliche kleinere Teil in der zu Strobl gehörenden Katastralgemeinde und Ortschaft Gschwendt. Die Ortslage umfasst um die 90 Häuser.
| Brunn (Gem. Sankt Gilgen) |                                             | Reith (Gem. Sankt Gilgen)      |
|                           | Kompassrose, die auf Nachbargemeinden zeigt | Langgassen (Gem. Sankt Gilgen) |
|                           |                                             | Gschwendt (Gem. Strobl)        |

## Geschichte

### Namensgebung
Der Name Abersee geht bis ins Frühmittelalter zurück und ist urkundlich schon 788 als Abriani lacus erstmals als Bezeichnung für den Wolfgangsee belegt.
Später hatte sich der Name auf das Gebiet der heutigen Gemeinde Strobl übertragen. Nachdem der Ort Strobl seinen jetzigen Namen bekommen hatte, blieb die Bezeichnung Abersee für den restlichen Teil des Gebietes erhalten und ist lokal weiterhin präsent. Noch heute wird der Wolfgangsee besonders örtlich am Untersee (Ostteil) als Abersee bezeichnet, und ein Heimatmuseum in Strobl trägt den Namen Aberseer Heimathaus. Für den Ort Abersee wurde bis Ende 1979 der Name Zinkenbach verwendet, eine Übertragung vom gleichnamigen Bach, der vom südwestlich gelegenen Hohen Zinken (1764 m ü. A.) herabfließt. Mit Jahresbeginn 1980 wurde der Ort in Abersee umbenannt.
Der Name Abersee wird deshalb auch für den gesamten Siedlungsraum entlang des Zinkenbaches von Abersee bis zu seiner Mündung in den Wolfgangsee gebraucht, mithin für eine Strecke von rund 2,3 km, die die Ortslage Langgassen und den Ort Reith mit einschließt.  Im weitesten Sinne entspricht dem Einzugsgebiet des Postamtes die ganze Zinkenbach-Halbinsel (Postleitzahl 5342 Abersee), einschließlich Franzosenschanze. Das umfasst (Stand 2017) gut 500 Adressen, davon 300 in St. Gilgen und 200 in Strobl.

### Ortsgeschichte
1874 wurde in Zinkenbach eine einklassige Volksschule gegründet, die zu Anfang etwa 50 Schüler besuchten. Als Unterrichtsstätte und Klassenzimmer fungierte am Beginn das Tanzlokal in der örtlichen Mühle. Erst ein Jahr später wurde ein neu erbautes Schulhaus eröffnet.
An der heutigen B158 gab es bis in das 19. Jahrhundert bei der Brücke über den Zinkenbach eine Mautstelle.
Von 1893 bis zu ihrer Einstellung 1957 befand sich in Abersee eine Haltestelle der Ischlerbahn (Salzkammergut-Lokalbahn, SKLB).
Zwischen 1927 und 1938 siedelten sich mehrere österreichische Künstler, hauptsächlich aus Wien an, so etwa Ludwig Heinrich Jungnickel, Franz von Zülow, Josef Dobrowsky, Georg Ehrlich und Leo Delitz. Heute erinnert das Museum Zinkenbacher Malerkolonie an diese Zeit.
Ein Postamt wurde 1956 eingerichtet und 1986 eine neu errichtete katholische Kirche eingeweiht.
ganz links fern: Almkogelgruppe ·
links Schafbergstock: Falkensteinerwand (795 m), bewaldet Reinigspitz (1460 m) und Wände des Teufelhauses (1415 m), schräg unterhalb Hochwänd, dahinter Schafbergalm (Anstiegsroute der Schafbergbahn) ·
Mitte links: Schafberggipfel mit Hotel (1782 m) und Grat zur Spinnerin (1725 m), Törlspitz (1589 m), bewaldet mit Felsgipfel Vormauerstein (1450 m), Käferwandl (1320 m) ·
Mitte rechts: Hochtal des Schwarzensees, Bürgl (745 m) am Ostende des Wolfgangsees über Strobl, dahinter Zimnitz/Leonsberg: pyramidenförmig Scheiblingkogel (1428 m), Leonsberg (1745 m), Mitterzinken (1702 m), Gartenzinken (1557 m) ·
rechts fern: Höllengebirge mit Hohem Schrott (1839 m) ·
ganz rechts: Osterhorngruppe, Nordabdachung: Füße von Sparber und Rettenkogel sowie Katergebirge mit Katrin (1544 m) und Hainzen (1639 m)

## Infrastruktur

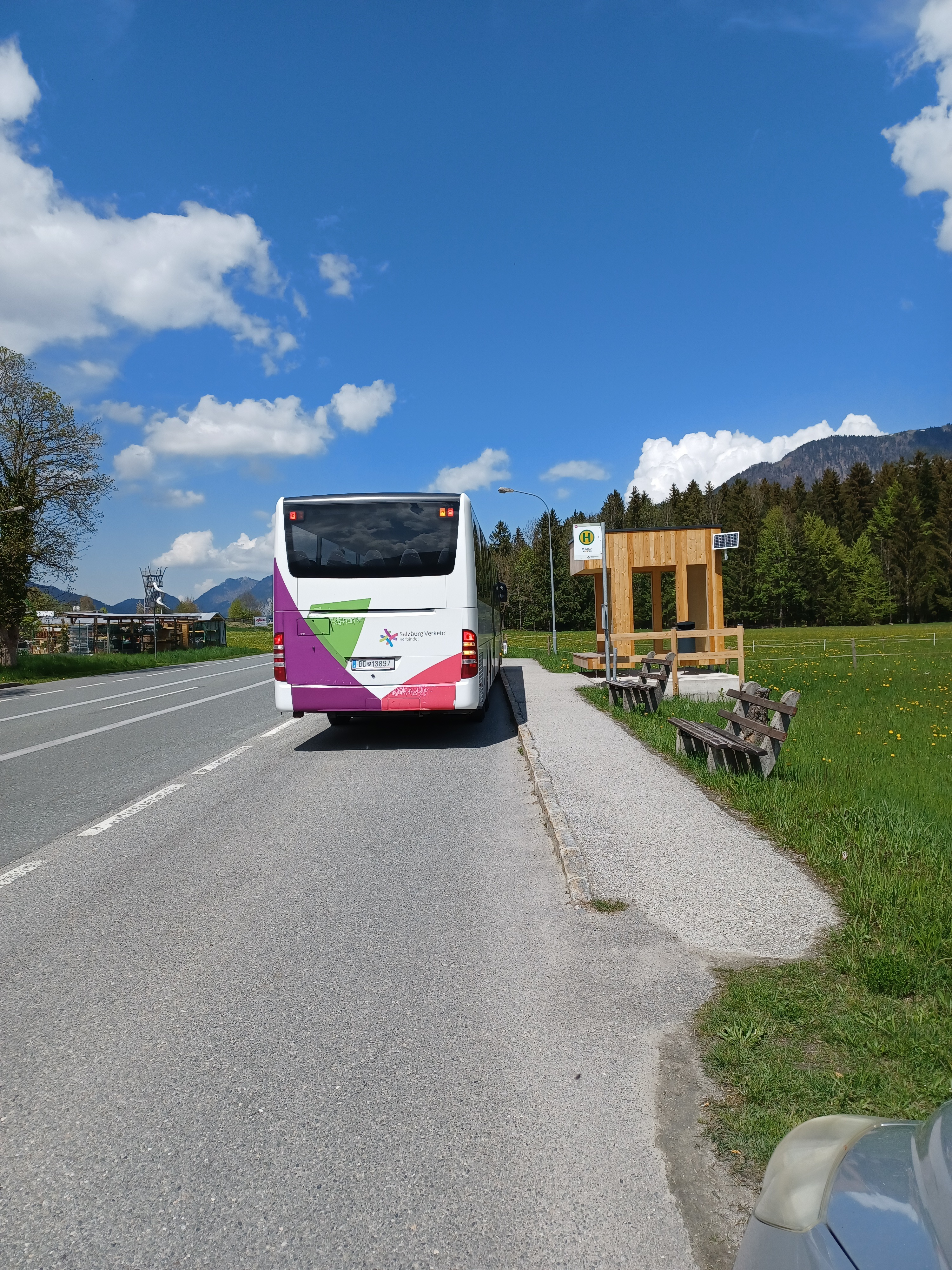
Bushaltestelle Abersee an der Wolfgangsee Straße

Neben der Landwirtschaft ist der Fremdenverkehr von wirtschaftlicher Bedeutung.
Die Straße von Salzburg nach Bad Ischl ist die heutigen Wolfgangsee Straße (B158), die den Ort auf einer Umgehungsstrecke passiert.
Abersee ist öffentlich erreichbar durch den „Wolfgangseekorridor“ (Salzburg Hauptbahnhof–Bahnhof Bad Ischl) in einem Taktfahrplan mit Postbussen erreichbar. Den Entwurf für die im Jahr 2022 aufgestellten Wartehäuschen lieferten Studenten der Fachhochschule Salzburg (Holztechnologie & Holzbau) in Kuchl.
Eine rund 1,5 km lange Verbindungsstraße nach Reith führt an das Wolfgangseeufer.

## Kultur und Soziales

### Sehenswürdigkeiten
- Museum Zinkenbacher Malerkolonie[7]
- Das Ausstellungsgebäude Blue Dome ist ein Gebäude mit 1000 m² Ausstellungsfläche und angeschlossener 2500 m² großer Gartenanlage. Es beschäftigt sich mit dem Phänomen Wasser in interaktiven und informativen Exponaten. Ende Oktober 2007 musste die erst im Juni 2006 eröffnete Wassererlebniswelt wegen mangelnden Besucherinteresses den Betrieb einstellen und Konkurs anmelden. Jetzt nennt sich die Anlage Abarena (gebildet aus Abersee und Arena) und ist für besondere Ausstellungen gedacht. Derzeit wird eine Dinosauriaausstellung gezeigt, wobei im Außenbereich ca. 50 lebensgroße Tiermodelle zu sehen sind.
- Arboretum am Zinkenbach, am bergseitigen Ortsrand: Dieser kleine Baumpark präsentiert die typischen Vegetationsgesellschaften des Raumes.[8] Er wurde 2013 errichtet, als die neuen Geschiebesperren gebaut wurden.[9]

### Vereine
Von den zahlreichen Vereinen und Organisationen von St. Gilgen gelten folgende als eigentliche Aberseer Gruppierungen:
- Abersee Perchten
- Die Wale (Freizeitverein)
- WPÖ (Freizeitverein)
- Schwalbengötter (Freizeitverein)
- Heimatverein d'Aberseea
- Jugendchor Abersee
- Museumsverein Zinkenbacher Malerkolonie
- St.-Konrad-Chor Abersee
- Feuerwehr Abersee (Blaulicht Organisation)
- Theatergruppe Abersee
- USC Abersee (Sportklub)
- Wassergenossenschaft Abersee
- 1.FG Mona
- MFCA (Metallica Fanclub Abersee)
- LSM Abersee

### Regelmäßige Veranstaltungen
- Perchten go Electro (zuvor Abersee Perchten Show)
- Aberseeer Zeltfest (wie immer Ende Juli)
- Die Wale Jahreshauptversammlung
- Aberseer Sommerfest (Feuerwehrfest)
- Pfingstrock
- Aberseer Sportlerball (immer 2. Samstag im Jänner)

## Persönlichkeiten
Söhne und Töchter des Ortes:
- Josef Eisl (* 1964), Politiker
- Konrad Laimer (* 1997), Fußballspieler
- Wolfgang Eisl (* 1954), Politiker